# よつばスタジオ
よつばスタジオ（YOTUBA SUTAZIO）は、東京都練馬区所在の有限会社。
編集者の里見英樹が漫画家のあずまきよひこと共に2000年5月に設立。
あずまきよひこ作品の制作・編集・ディレクション・著作権管理などを一括して手がけるほか、
他作品の企画・デザイン・編集・広告制作・文章制作なども（状況に応じて）行う。

## 社員
- 里見英樹 代表取締役・企画制作・編集・文芸
- 東清彦（あずまきよひこ） 漫画・イラスト
- 内海丈寛（ウツミタケヒロ） 作画チーフ

ほか